# Technische Mineralogie
Die  Technische Mineralogie ist der Bereich der Mineralogie, der die Veränderungen, denen Minerale in technischen Prozessen unterliegen, und die Anwendung von Mineralen und ihrer synthetischen Analoga in der Technik untersucht.

## Untersuchungsgegenstand
Die Technische Mineralogie begleitet die Verarbeitung mineralischer Rohstoffe von der Bewertung der Ausgangsstoffe über die Qualitätskontrolle des Produkts bis zum Recycling oder der sicheren Endlagerung. Sie untersucht mineralische Rohstoffe wie Erze, Tone, Sande, Kiese, Salze, Industrieminerale und Gesteine im Hinblick auf ihre Eignung für die Herstellung von Erzeugnissen wie Keramik, Glas, Zement, Halbleitern, synthetischen Einkristallen, Papier, Pigmenten, Füllstoffen, Katalysatoren, Fasern, Hartstoffen, Dünger oder Schmuck. In weiteren Prozessschritten untersucht sie die Umwandlungen, die sich z. B. beim keramischen Brand, beim Abbinden von Zement und bei der Kristallisation von Gläsern ereignen, um die Produkteigenschaften zu verbessern, den Energieeinsatz effizienter zu gestalten, den Verschleiß der Maschinen zu minimieren und die Bildung schädlicher Nebenprodukte auszuschließen. Später beschäftigen sich die Mineralogen mit der Charakterisierung der Produkte im Hinblick auf ihre Wechselwirkungen mit der Umwelt, dem menschlichen Körper (z. B. bei Implantaten) oder extremen Beanspruchungen durch hohen Druck, hohe Temperaturen, mechanische Belastungen oder aggressive chemische Bedingungen. Schließlich erforschen sie Möglichkeiten des Recyclings und der sicheren Endlagerung. Dazu versuchen sie, toxische oder radioaktive Elemente an Speicherminerale zu fixieren und so den Stoffkreisläufen der Umwelt zu entziehen.

## Untersuchungsmethoden
Die Technische Mineralogie bedient sich zur Rohstoffbewertung Methoden wie der Polarisationsmikroskopie, um Informationen über das Gefüge zu erhalten, der Röntgendiffraktometrie, um den Mineralbestand zu bestimmen, und der Röntgenfluoreszenzanalyse, um Rohstoffe chemisch zu charakterisieren. Die Prozesskontrolle erfolgt durch Methoden der Thermoanalyse wie z. B. der DTA, der DSC oder der TG, um die Reaktionen im Produktionsverfahren zu beobachten. Die Produkte werden z. B. mit der Transmissionselektronenmikroskopie untersucht, um Defekte in ihrem Kristallgitter zu erkennen und zu bewerten.